# Размыкание

Средства для размыкания цепи

Размыка́ние — электрическое разъединение двух точек, с точки зрения электротехники разрывающее электрическую цепь. Другими словами, размыканием является отключение питания (в том числе и аварийное).

## Вариант исполнения
Роль размыкателя могут выполнять:
- Выключатель освещения.
- Плавкий предохранитель или автомат защиты (в случае необходимости аварийного отключения).
- Реле.
- УЗО (в случае необходимости аварийного отключения при утечке тока на PE-проводник).
- Реле защиты двигателя (применяется в механических электроустановках).